# Demonax fortis
Demonax fortis är en skalbaggsart som beskrevs av Holzschuh 2003. Demonax fortis ingår i släktet Demonax och familjen långhorningar. Inga underarter finns listade i Catalogue of Life.